# Rudolf Corby
Rudolf Corby SJ, (ang.) Ralph Corbie (także Ralph Corbington) (ur. 25 marca 1598 w Maynooth pod Dublinem, zm. 7 września 1644 w Tyburn) – angielski prezbiter z zakonu jezuitów, czczonych przez Kościół katolicki jako męczennik za wiarę, ofiara antykatolickich prześladowań w Anglii okresu reformacji, zabity w wyniku represji związanych z przynależnością do Kościoła katolickiego.

## Geneza męczeństwa – tło historyczne
Okres od 1533 do 1680 roku obfitował w krwawe prześladowania, które przyniosły śmierć świeckim i duchownym katolikom trwającym w łączności ze Stolicą Apostolską wbrew ustanowionej przez Henryka VIII zwierzchności króla nad państwowym Kościołem anglikańskim. Ci którzy nie podporządkowali się uchwalonemu Aktowi Supremacji odpowiadali jak przestępcy dopuszczający się zdrady stanu. Posługa kapłańska traktowana była równie surowo jak odmowa uznania supremacji króla nad papiestwem (Only supreme head in carth of the Church of England, called Eccelsia Anglicana). Za panowania Karola I Stuarta zabito dwudziestu czterech katolików uznanych za męczenników, a których procesy beatyfikacyjne zakończono w XX wieku.

## Życiorys
Pochodził z wielodzietnej, rodziny konwertytów, którzy w obawie przed prześladowaniami wyemigrowali do Irlandii. Dwie jego siostry, jak i owdowiała matka wstąpiły do żeńskiego Mniszego Zakonu św. Benedykta, a dwaj bracia do Towarzystwa Jezusowego. Uczył się w kolegium angielskim w Saint-Omer, studiował w Sewilli, a także filozofię w Valladolid. Nowicjat odbywał od 1626 roku w Watten zaś studia teologiczne ukończył w Liège.
Do zakonspirowanej posługi duszpasterskiej, skierowany został w 1631 roku do okręgu Durham. Zaangażowanie w realizacji powołania w tej formie przyniosło mu szacunek środowisk wśród których apostołował, a byli to głównie ludzie ubodzy i prości wierni.
Aresztowany został 8 lipca 1644 trakcie sprawowania Mszy Świętej. Wraz z współwięźniem Janem duckett'em więziony był w Sunderland, a 22 lipca przewiezieni zostali do londyńskiego więzienia Newgate. Z miejsca odosobnienia przesyłał korespondencję do znajomych i relacje zakonnym przełożonym. 4 września w Old Bailey wobec przyznania się do stanu duchownego skazany został za zdradę stanu na śmierć przez powieszenie i poćwiartowanie, a wyrok wykonano 7 września 1644 roku w Tyburn. Zwłoki jak i szaty miały zostać spalone.

## Znaczenie
Materiały o życiu i męczeństwie Rudolfa Corby'ego i Jana Ducketta opublikował w książce „Certamen triplex” ojciec Ambroży Corby, brat Rudolfa.
Rudolfa Corby'ego razem z Janem Duckettem beatyfikował papież Pius XI 15 grudnia 1929.
Relikwie męczennika znajdują się w Stonyhurst na terenie miasta Clitheroe.
Wspomnienie liturgiczne błogosławionego Rudolfa Corby'ego w Kościele katolickim obchodzone jest w Dies natalis (7 września).